# Natàlia Strúnnikova
Natàlia Strúnnikova   (Lesnoi, 14 de març de 1964) és una nedadora russa, ja retirada, especialista en estil lliure, que va competir sota bandera de la Unió Soviètica durant la dècada de 1970.
El 1980 va prendre part en els Jocs Olímpics d'Estiu de Moscou on va disputar quatre proves del programa de natació. Fent equip amb Ielena Kruglova, Elvira Vassilkova i Alla Grishchenkova guanyà la medalla de bronze en els 4x100 metres estils. En les altres proves destaquen una cinquena i sisena posició en els 100 i 200 metres lliures.
En el seu palmarès també destaca una medalla de plata en els 4x100 metres estils al Campionat d'Europa de natació de 1981. Als campionats nacionals soviètics destaquen quatre segones posicions.